# Les smicards toujours en pétard
Les smicards toujours en pétard est le nom utilisé pour revendiquer plusieurs attentats commis en France à la fin des années 1970, en particulier contre le Club Méditerranée.

## Activités
- 3 juin 1978 : Attentat contre un Club Méditerranée.
- décembre 1978 : Attentat contre la maison Fauchon

Il commet aussi six attentats et cinq vols et hold-up en 1977 ; ainsi, par exemple, à l'encontre de l'entreprise de Gilbert Trigano.